# یواس‌اس گرامپوس (اس‌اس-۲۰۷)
یواس‌اس گرامپوس (اس‌اس-۲۰۷) (به انگلیسی: USS Grampus (SS-207)) یک زیردریایی است که طول آن ۳۰۷ فوت ۲ اینچ (۹۳٫۶۲ متر) می‌باشد. این زیردریایی در سال ۱۹۴۰ ساخته شد.